# Rivas (departament)
Rivas – jeden z 15 departamentów Nikaragui, położony w południowo-zachodniej części kraju, między jeziorem Nikaragua a wybrzeżem pacyficznym, przy granicy z Kostaryką. Departament Rivas obejmuje również wulkaniczną wyspę Ometepe na jeziorze Nikaragua. Ośrodkiem administracyjnym jest miasto Rivas (20,9 tys. mieszk.). 

## Gminy (municipios)
1. Altagracia
2. Belén
3. Buenos Aires
4. Cárdenas
5. Moyogalpa
6. Potosí
7. Rivas
8. San Jorge
9. San Juan del Sur
10. Tola